# Sankei-en

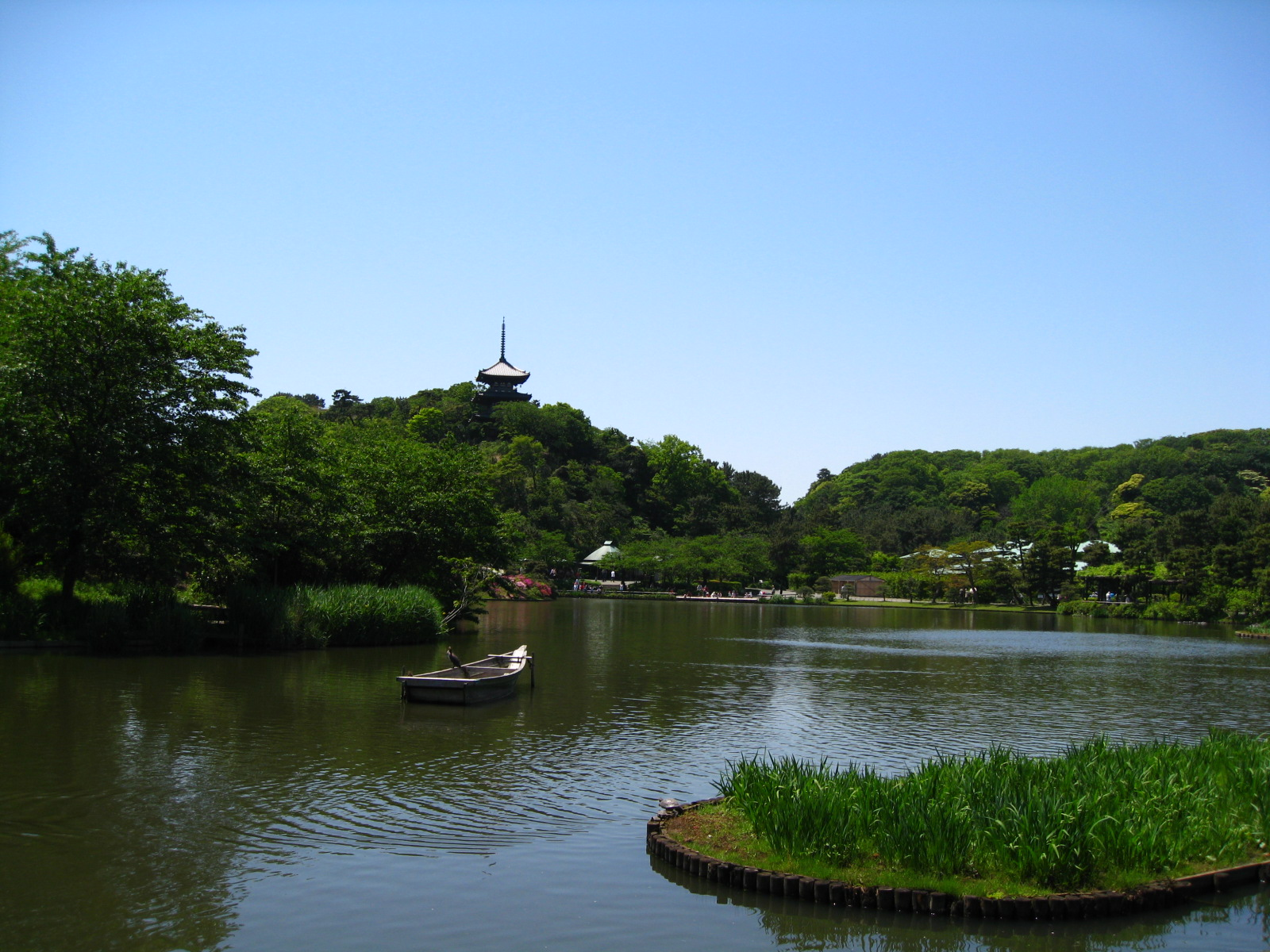
Étang principal du Sankei-en avec la pagode de l'ancien Tōmyō-ji à l'arrière-plan.

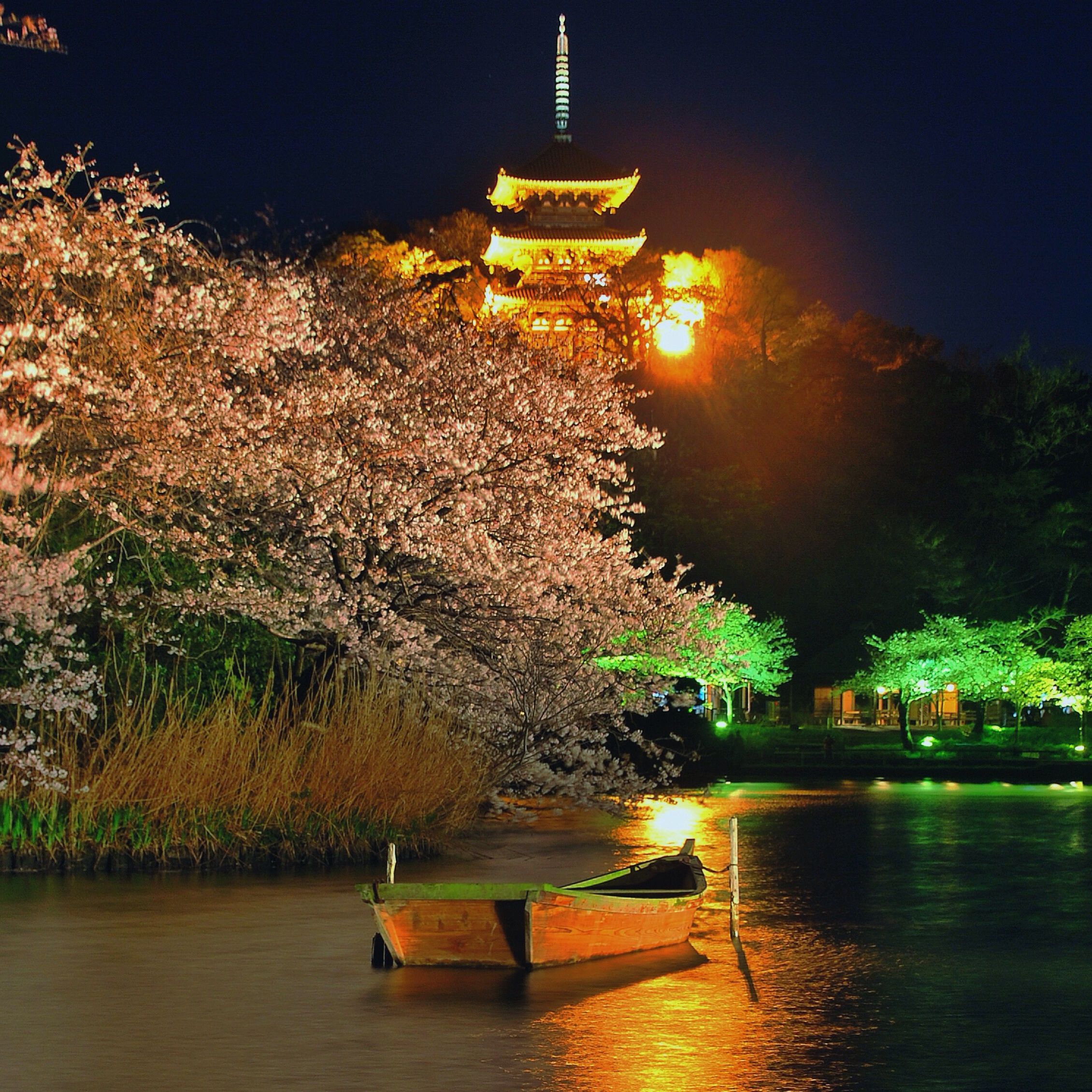

Le Sankei-en (三溪園, Sankei garden) est un jardin de style japonais traditionnel situé dans l'arrondissement de Naka, à Yokohama au Japon.

## Histoire
Ouvert en 1906, le Sankei-en est conçu et réalisé par le négociant en soie Tomitarō Hara (原富太郎, 1868–1939), connu sous le pseudonyme Sankei Hara.
Presque tous ses bâtiments sont des structures historiquement importantes achetées par Hara lui-même partout dans le pays, dont Tokyo, Kyoto, Kamakura, la préfecture de Gifu et la préfecture de Wakayama. Dix sont désignées biens culturels importants, et trois autres sont désignés biens culturels tangibles du Japon par la ville de Yokohama.
Sévèrement endommagé au cours de la Seconde Guerre mondiale, le jardin est donné en 1953 à la ville de Yokohama, qui le confie à la Fondation Sankeien Hoshōkai (三溪園保勝会, Sankeien Hoshōkai). Le Sankei-en est alors reconstitué presque dans son état d'avant-guerre.

## Description
Le Sankei-en s'étend sur 175 000 m2. Outre la végétation, on y trouve des étangs et ruisseaux, ainsi que 17 édifices historiques, dont 10 sont inscrits au patrimoine culturel national. La pagode à trois étages, qui aurait été construite en 1457 au Tōmyō-ji (燈明寺), un temple de Kyoto aujourd'hui disparu, serait la plus ancienne structure du jardin.

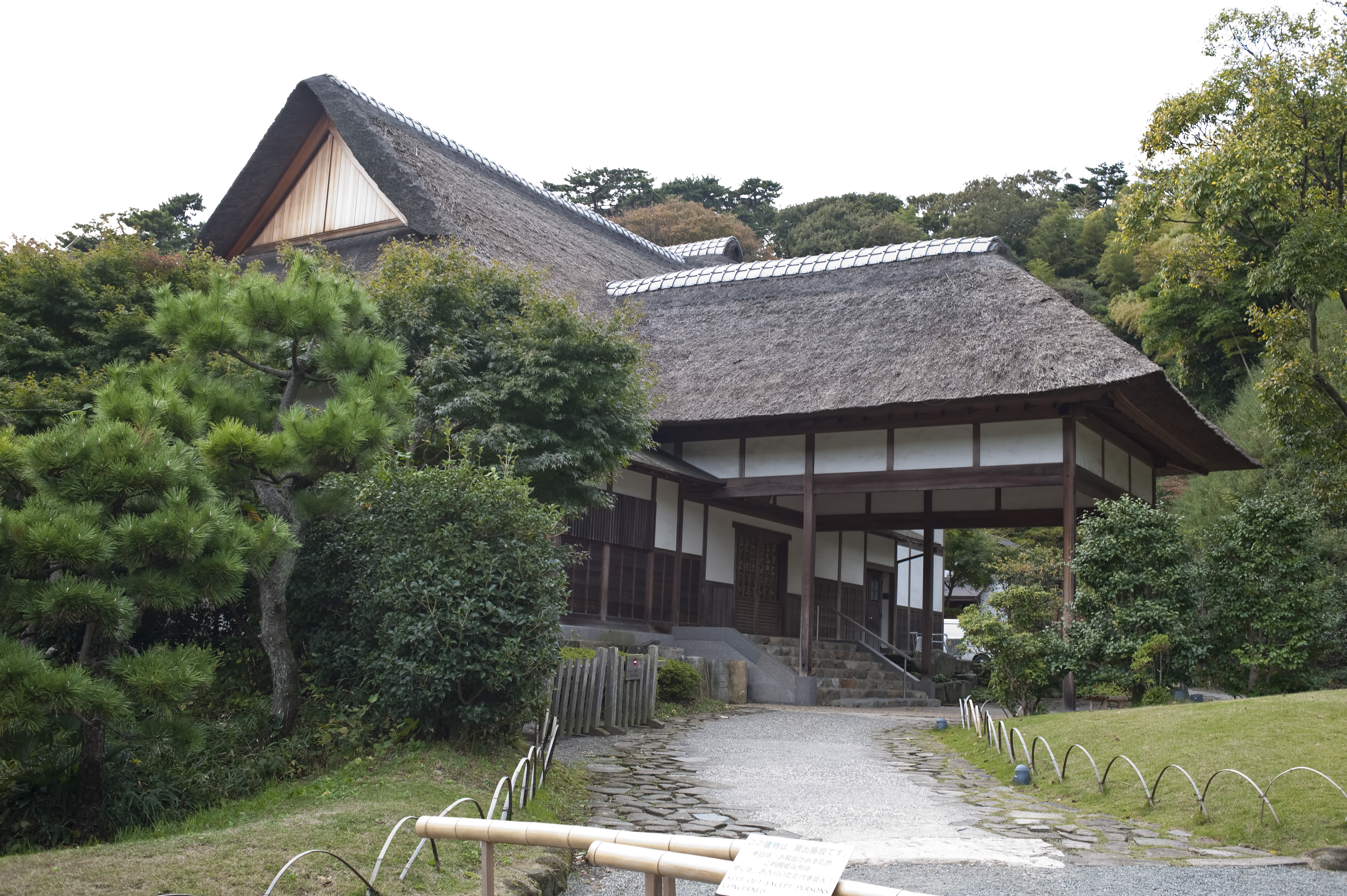
Le Kakushokaku.
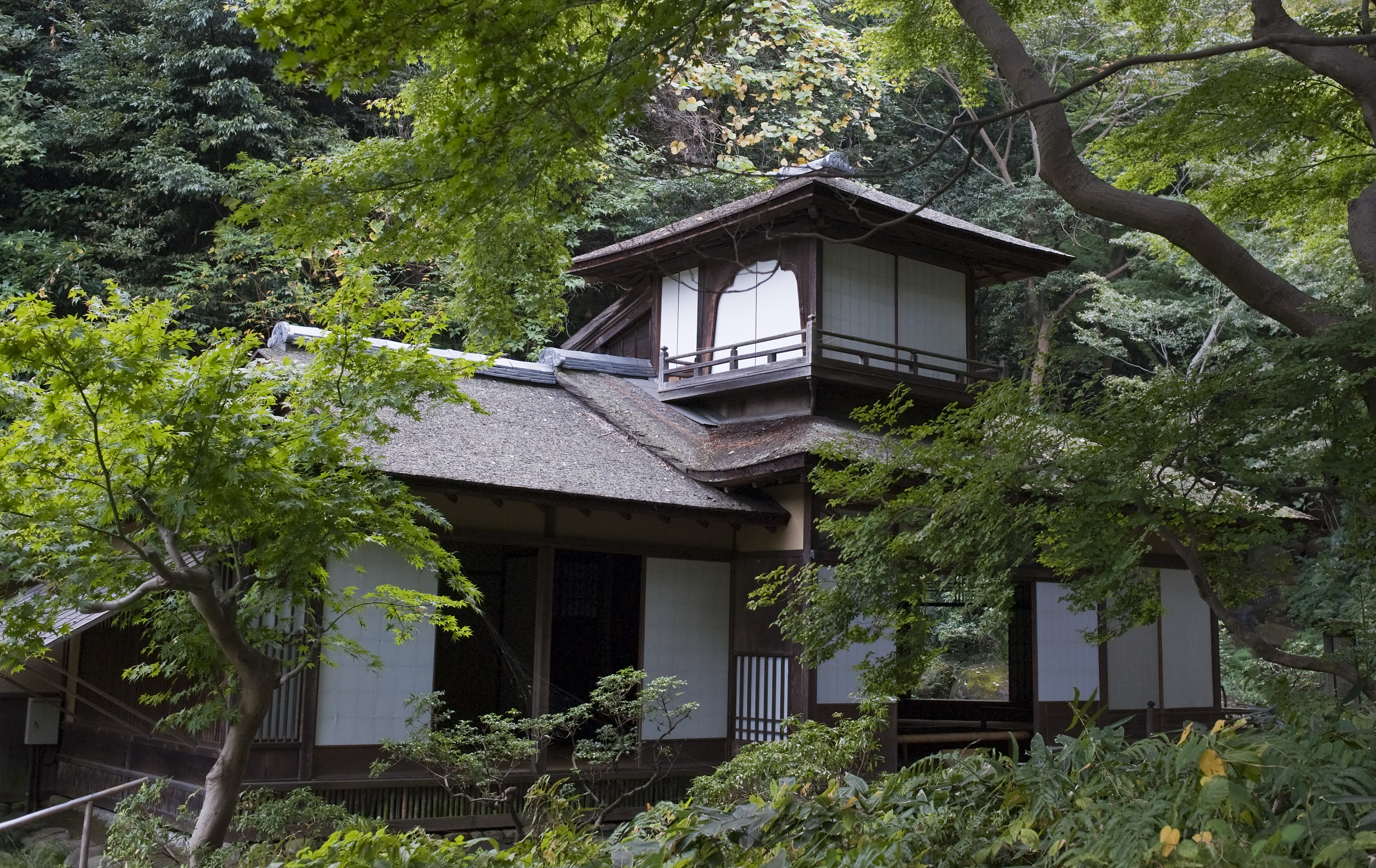
Le Chōshūkaku.
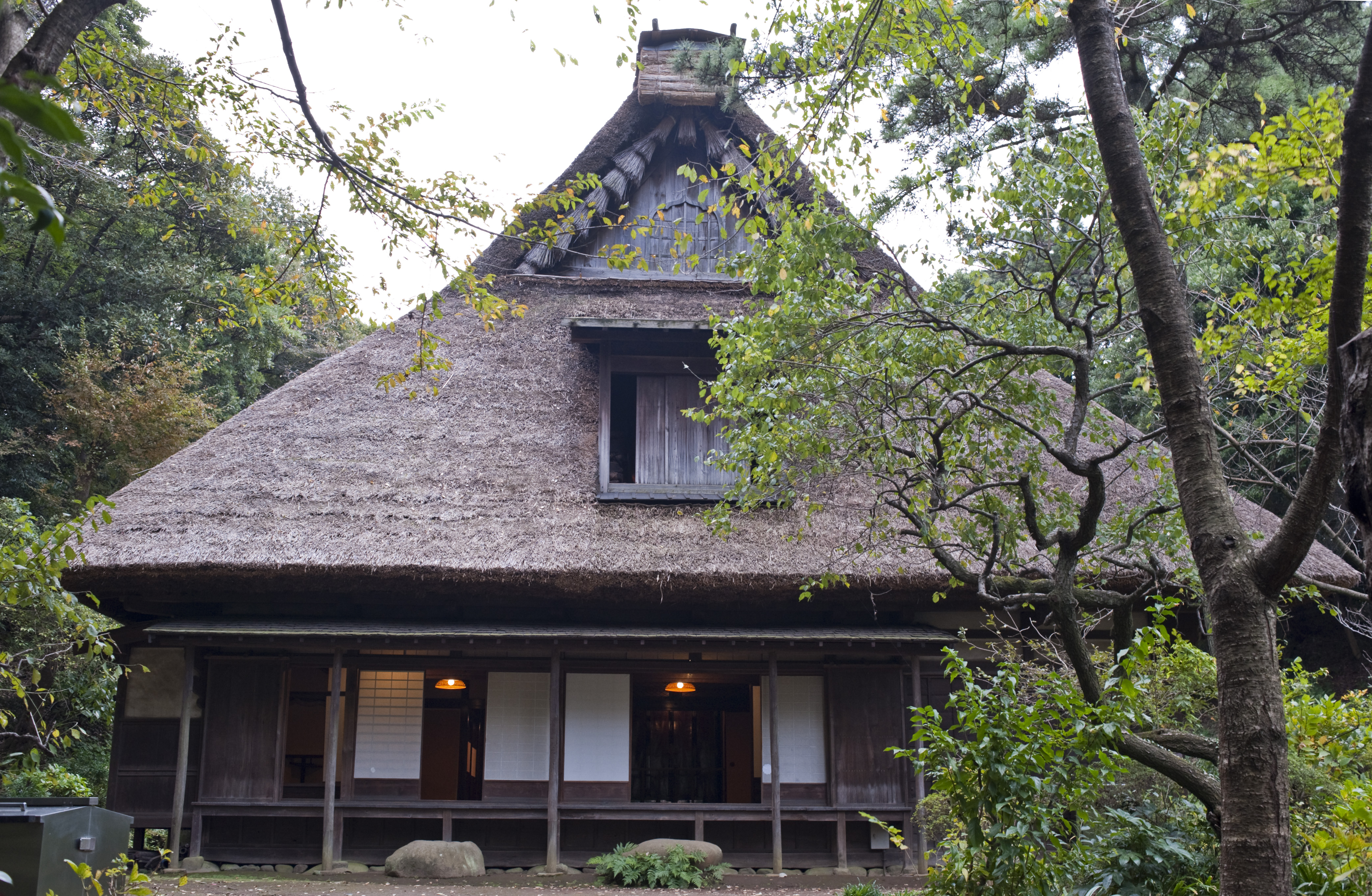
L'ancienne maison Yanohara.